# Hrvatska riječ (Split, 1921.)
Hrvatska riječ je bio hrvatski polutjednik iz Splita. Bile su glasilom Seljačke hrvatske stranke. 
Izašle su prvi put 25. ožujka 1921., a prestale su izlaziti 15. prosinca 1921. Uređivao ih je Slavko Rudo Bačinić.